# エマ・ラドゥカヌ
エマ・ラドゥカヌ（Emma Raducanu, 2002年11月13日 - ）は、イギリスのプロテニス選手。2021年全米オープン女子シングルス優勝者。これまでにWTAツアーでシングルス1勝を挙げている。WTAランキング自己最高位はシングルス10位。

## 選手経歴

### ジュニア時代
カナダ、オンタリオ州トロントで、共に金融部門で働くルーマニア人の父と中国人の母の元に生まれる。ルーマニア語での名字の綴りはRăducanu。2歳の時に家族はロンドンへ移住した。5歳でテニスを始めた。目標とするテニス選手として李娜とシモナ・ハレプを挙げている。本人によると中国語もかなり話せるといい、台湾のテレビ番組を見るのが大好き。2021年にはイギリスの大学入学試験に相当する「Aレベル」の試験を受けるなど、学業もおろそかにしない方針だったが、同年に四大大会デビューを果たし、目下のところテニスに集中する姿勢を見せている。BBCの取材に応じた元コーチのマシュー・ジェームズは、文武両道を目指してきたことからランキングは実力より下位だったと分析している。

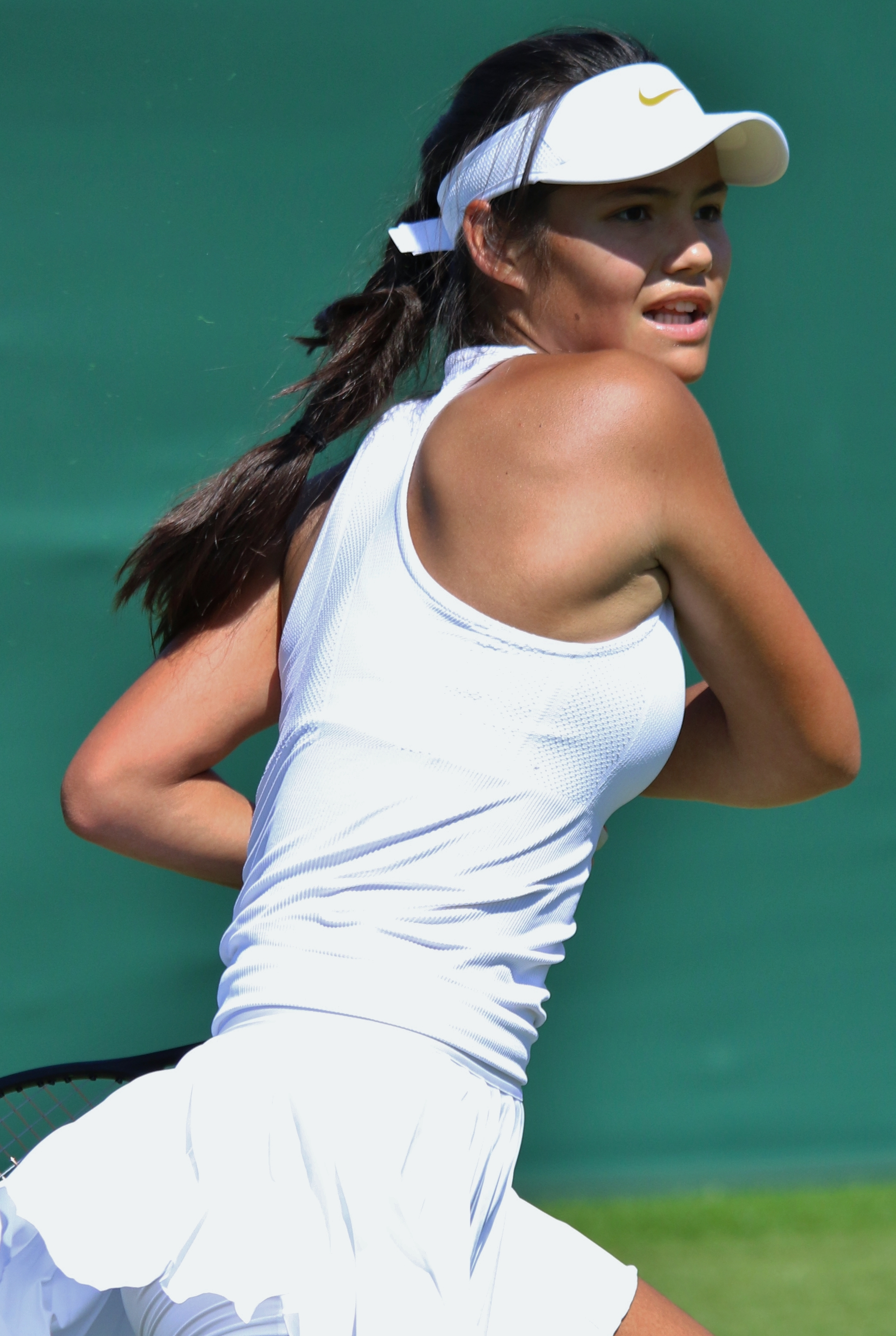
2018年ウィンブルドン選手権予選でのエマ・ラドゥカヌ

### 2021年 GS・全米初制覇 トップ10入り
2021年ウィンブルドン選手権女子シングルスでワイルドカード（主催者推薦）により出場し、四大大会デビューを果たした。それ以前の自己最高ランキングは338位だった。ここで4回戦に進出し、ランキングを179位に躍進させた。同年8月にはシカゴで開かれたWTA125シカゴで準優勝し、23日にランキング150位となった。
2021年全米オープン女子シングルスに初出場し、直前の東京オリンピックで金メダルを獲得したばかりのベリンダ・ベンチッチを破り、予選から参加の選手としては史上初めて準決勝に進出する快挙を成し遂げた。ランキング100位以内に未到達の選手が準決勝に進出するのも史上初めて。レイラ・フェルナンデスとの10代対決となった決勝もストレート勝ちし、予選から全10試合ストレート勝ち、イギリス女子選手44年ぶりの四大大会制覇という快挙をさらに加えて優勝を果たした。
その後の、トランシルバニア・オープンでは、父の祖国であるルーマニアでWTAツアー大会で初白星をあげるも、準決勝で敗れた。

## WTAツアー決勝進出結果

### シングルス: 1回 (1勝0敗)
| 大会グレード                  |
| ----------------------------- |
| グランドスラム (1–0)          |
| WTAファイナルズ (0–0)         |
| WTA1000トーナメント (0–0)     |
| WTAエリート・トロフィー (0–0) |
| WTA500トーナメント (0–0)      |
| WTA250トーナメント (0–0)      |

| サーフェス別タイトル |
| ハード (1–0)         |
| クレー (0–0)         |
| 芝 (0–0)             |

| 結果 | No. | 決勝日         | 大会         | サーフェス | 対戦相手               | スコア   |
| ---- | --- | -------------- | ------------ | ---------- | ---------------------- | -------- |
| 優勝 | 1.  | 2021年10月18日 | 全米オープン | ハード     | レイラ・フェルナンデス | 6-4, 6-3 |

## 4大大会優勝
- 全米オープン 女子シングルス：1勝（2021年）

| 年     | 大会         | 対戦相手               | 試合結果 |
| ------ | ------------ | ---------------------- | -------- |
| 2021年 | 全米オープン | レイラ・フェルナンデス | 6-4, 6-3 |

## 4大大会シングルス成績
略語の説明
| W | F | SF | QF | #R | RR | Q# | LQ | A | Z# | PO | G | S | B | NMS | P | NH |

W=優勝, F=準優勝, SF=ベスト4, QF=ベスト8, #R=#回戦敗退, RR=ラウンドロビン敗退, Q#=予選#回戦敗退, LQ=予選敗退, A=大会不参加, Z#=デビスカップ/BJKカップ地域ゾーン, PO=デビスカップ/BJKカッププレーオフ, G=オリンピック金メダル, S=オリンピック銀メダル, B=オリンピック銅メダル, NMS=マスターズシリーズから降格, P=開催延期, NH=開催なし.
| 大会           | 2018 | 2019 | 2020 | 2021 | 2022 | 2023 | 2024 | 2025 | 通算成績 |
| -------------- | ---- | ---- | ---- | ---- | ---- | ---- | ---- | ---- | -------- |
| 全豪オープン   | A    | A    | A    | A    | 2R   | 2R   | 2R   | 3R   | 5–4      |
| 全仏オープン   | A    | A    | A    | A    | 2R   | A    | A    | 2R   | 2–2      |
| ウィンブルドン | LQ   | LQ   | NH   | 4R   | 2R   | A    | 4R   | 3R   | 9–4      |
| 全米オープン   | A    | A    | A    | W    | 1R   | A    | 1R   |      | 7–2      |